# Мельцаны
Мельцаны — село, центр сельской администрации в Старошайговском районе. В 1937—1962 годах — центр Мельцанского района. Население — 1 094 чел. (2001), в основном русские.
Село Мельцаны расположено в 37 километрах от районного центра и 50 км от железнодорожной станции Саранск. Название-антропоним: от дохристианского мордовского имени Мельцан (Мельцана). Первое упоминание относится к 1595 г. До 1705 г. Мельцаны были государственной деревней, затем по указу Петра I переданы князю П. А. Голицыну. В 1731 г. здесь была возведена Христорождественская церковь. В 1734 г. село перешло во владение семейства Габбе, крестьянами владели также помещики Барановы, Столыпины и др. В 1737 г. село стало волостным центром. В начале 30-х гг. 19 в. была построена суконная фабрика (на 24 стана). В 1895 г. в Мельцанах открылась земская школа, функционировали 15 перерабатывающих и торговых предприятий, торжок, 2 церкви. В 1858 г. крестьяне Мельцан выступили против помещиков. 5 чел. из них были посажены в острог, а некоторые вне очереди отданы в рекруты, подвергнуты другим наказаниям. В 1860 г. под руководством Г. Я. Сафонкина произошло крупное выступление крестьян, длившееся с 17 апреля по 7 мая.
С Мельцанами связана жизнь братьев Габбе — Петра Андреевича, поэта, прозаика первой половины XIX века, участника Отечественной войны 1812 года, разжалованного за вольнодумство в рядовые; Михаила Андреевича; Александра Андреевича, генерал-майора, участника Бородинского сражения, боёв при г. Вильно, Дрездене, Лейпциге, награждённом орденами и золотой шпагой «За храбрость».
В «Списке населённых мест Пензенской губернии» (1869) Мельцаны (Троицкое) — село владельческое из 286 дворов Инсарского уезда. В 1914 г. введён в действие винокуренный завод. В 1919 г. на базе национализированного имения Габбе был создан первый в районе совхоз им. Комсомола, с 1950 г. — им. Калинина, реорганизованный в начале 1990-х гг. в райпромкомбинат, затем в СХПК «Мельцанский», с 1997 гг. — ООО К(Ф)Х «Мечта». В современном селе — спиртзавод, отделение «Сельхозтехники», средняя школа, Дом культуры, участковая больница, аптека, торговый центр, 2 магазина, столовая; памятник воинам, погибшим в Великой Отечественной войне. Мельцаны — родина генерального директора АО «Станкостроитель» В. Н. Кокнаева, генерального директора ТОО «Квадрат» А. И. Тюрина, математика, педагога В. П. Демидова, заслуженного учителя школы РМ Т. Ф. Семёновой, заслуженной артистки МАССР Е. А. Федяевой.

## Источник
- Энциклопедия Мордовия, А. П. Кочеваткина, А. С. Тувин.